# Castillo de San Felipe (Santander)
El castillo de Santander o castillo del Rey, más tarde conocido como castillo de San Felipe fue una fortaleza ubicada en la ciudad de Santander, en Cantabria (España). A finales del siglo XIX fue derribado, aunque se conservan parte del lienzo oeste y la torre de la equina suroeste. En su solar existió posteriormente el Salón Pradera, y actualmente lo ocupan el antiguo edificio del Banco de España y las dependencias diocesanas anexas a la catedral de la Asunción.

## Historia

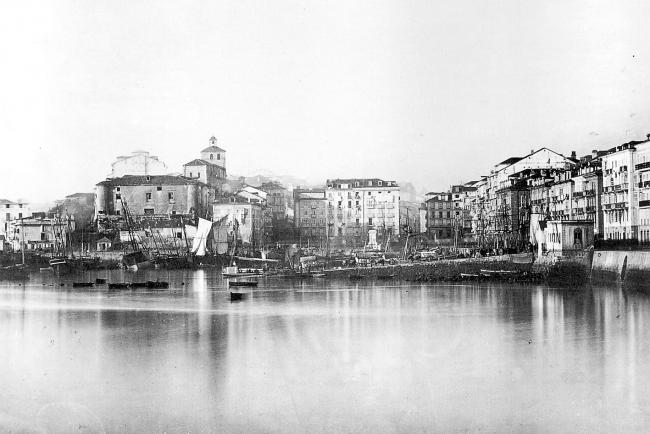
Vista del puerto con el castillo de San Felipe al fondo (izquierda), 1867 (fotografía de J. Laurent)

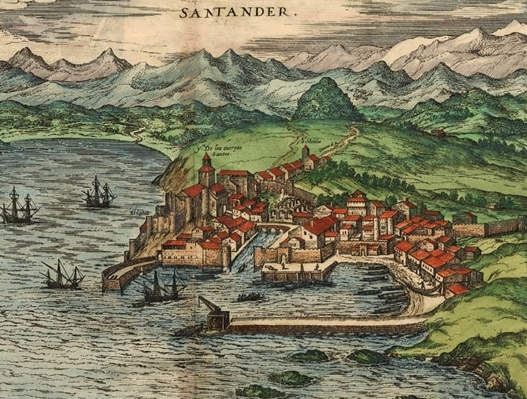
Santander en 1575 por Hoefnagel. En este dibujo se ve el castillo junto a la catedral

El castillo se asentaba sobre el extremo del cerro de Somorrostro, encima del solar ocupado actualmente por el edificio del Banco de España. Era un robusto edificio trapezoidal, con su eje mayor en la dirección Este-Oeste, el muro más estrecho al Este, y una gran torre de homenaje adosada a la base Oeste. Las esquinas y el centro de los dos parámetros mayores, el Norte y el Sur, estaban reforzadas por seis cubos macizos de cuatro metros de diámetro. Su planta abarcaba más de 2000 metros cuadrados.
Debió de construirse a partir del año 1187, fecha de la concesión del fuero a la villa por Alfonso VIII, y la consecuente repoblación y auge marítimo alcanzado por la misma. Su fábrica se asentó sobre las ruinas de una fortaleza romana del siglo IV, que remataba sobre la bahía las antiguas murallas del mismo origen, que circundaban la Puebla Vieja de Santander. Tras la batalla naval de la Rochela (1372), fueron encerrados en el castillo de la villa de Santander los sesenta y dos caballeros ingleses de la espuela de oro, atados con cadenas de hierro.
En 1466 consiguió el marqués de Santillana la donación de la villa de Santander por Enrique IV, contra la voluntad de sus habitantes. Logró entrar de noche en la Puebla Vieja, gracias a la traición de algunos próceres, ocupándola junto con la colegial y el castillo, no obstante lo cual la resistencia de los vecinos, apoyada por los mareantes de las demás villas de la costa, le obligó a renunciar a su presa, devolviendo la condición de realengo a la villa. Los Reyes Católicos concedieron "la Alcaldía del Castillo y fortaleza de Santander" a Juan Simón, el Lombardero, en 1476.
Algo más tarde, en 1506, el corregidor de las Cuatro Villas de la Costa encerró en él a unos sospechosos que posteriormente puso en libertad, descubriendo más tarde que eran nada menos que el célebre César Borgia, huido espectacularmente del castillo de la Mota, y su compañero Martín de la Borda.
En el año 1528 el castillo ya debía estar en bastante mal estado, puesto que el Ayuntamiento "remató el castillo del rey de esta villa, con lo de fuera aderente al dicho castillo para ayuda a los reparos dél". Cuando Hoefnagel lo dibujo en 1575 ya estaba en plena ruina. Poco después, Felipe II concedió al secretario de Juan de Austria, el montañés Juan de Escobedo, su Alcaldía perpetua a cambio de que lo reparase, con el fin de ser utilizado como almacén de vituallas y artillería de las armadas, que tan frecuentemente se concentraban en la bahía santanderina.
Así se hizo, conservando solo los gruesos muros y fabricando de nuevo todo el interior en torno a un patio central. Los descendientes de Escobedo vendieron en 1617 la Alcaldía con licencia del Rey, a Fernando de Acevedo, trasmerano, a la sazón arzobispo de Burgos, en 6000 ducados.
En el año 1621 se le añadió una batería de artillería en la base del muro Este, sobre el muelle de los naos. Entre 1656 y 1661 la Corona se gastó 10000 ducados en las importantes reformas llevadas a cabo en el castillo de la villa, en que se rasgaron las ventanas y se abatieron las almenas, cubriéndole todo de tejados. Además se esculpió el escudo real sobre la puerta principal, por lo que a partir de entonces comenzó a llamarse de San Felipe, a la vez que vinculaba a la familia de los condes de Noblejas por deudas no satisfechas.
A finales del siglo XVII se concedió la licencia al abad Francisco Navarrete para que ampliara la capilla de la Colegial de los Cuerpos Santos a costa del castillo. En 1734 se estableció en él, nominalmente, el pretendido Regimiento de Milicias de Santander. No muchos años después, en 1756, Fernando VI lo donó a la recién erigida Catedral de Santander, lo que dio lugar a largo pleito con los Noblejas. Durante la Guerra de la Independencia fue utilizado como cuartel por las tropas francesas, y en 1815 y 1816, se alojó allí el Regimiento de Infantería de Borbón. En 1840 fue destinado a parque de artillería y posteriormente de nuevo a cuartel, hasta 1891 en que lo abandonó su último residente, el Regimiento de Infantería de Bailén.
Entre 1891 y 1896 se instalaron en sus bajos un taller de poleas para barcos y una herrería.
El derribo comenzó en el año 1896, utilizándose las piedras de la fábrica y la cayuela sobre la que se asentaba para el relleno de la Dársena Grande, actualmente convertida en los Jardines de Pereda.